# Scelidozaur
Scelidozaur (Scelidosaurus, z greki „nożny jaszczur” od skelos/σκελος – ‘noga’ i saurus//σαυρος – ‘jaszczur’) – rodzaj czworonożnego roślinożernego dinozaura z niewielkimi płytami, mierzącego około 4 m długości. Żył on we wczesnej jurze od hettangu do synemuru – od 200 do 190 milionów lat temu. Jego skamieniałości odnaleziono na terenie dzisiejszego Tybetu, Ameryki Północnej (Stany Zjednoczone – stan Arizona) oraz Europy (hrabstwo Dorset w Anglii, tropy wiązane ze scelidozaurem znaleziono także w utworach hettangu Gór Świętokrzyskich). Nazywa się go najwcześniejszym kompletnym dinozaurem.
Zwierzę opisał w 1859 anatom porównawczy Richard Owen. Dzisiaj za pewny uznaje się tylko jeden gatunek tego rodzaju, S. harrisonii, chociaż w przeszłości zaproponowano kilka innych. Jest przedstawicielem najprymitywniejszych tyreoforów, jednak dokładne stanowisko systematyczne w obrębie tego podrzędu nie jest do dziś jasno określone, co wynika m.in. z niewielkiej ilości informacji o jego najbliższych krewnych.

## Morfologia
Dorosły Scelidosaurus osiągał raczej niewielkie rozmiary w porównaniu z większością innych dinozaurów. Jego długość szacuje się na 4 metry. Zwierzę poruszało się na czterech kończynach, tylne długością znacznie przewyższały przednie. Mogło co prawda stawać na tylnych kończynach, np. by dosięgnąć liści drzew, ale jego ręce przypominały wielkością stopy, co oznacza, że zwykle chodził na wszystkich czterech kończynach. Kończyły się one czterema palcami, z których najbardziej wewnętrzny był najmniejszy.

### Czaszka

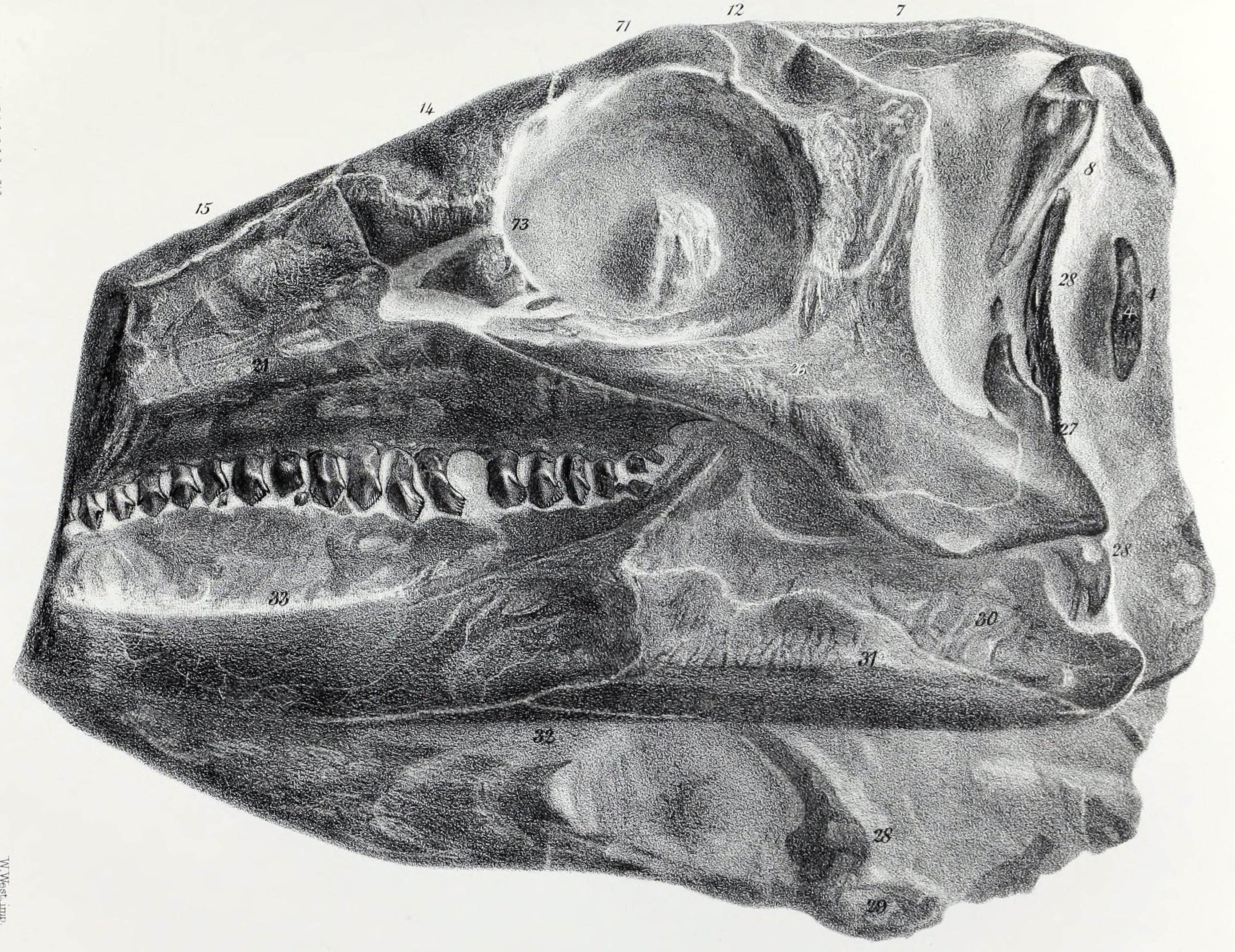
Niekompletna czaszka scelidozaura według Owena

Inaczej, niż w przypadku późniejszych ankylozaurów, czaszka scelidozaura była niska, dłuższa niż szersza i miała trójkątny kształt. Podobny kształt czaszki posiadały inne prymitywne ptasiomiedniczne. Mała głowa scelidozaura łączyła się z szyją dłuższą, niż u większości dinozaurów pancernych. Miał bardzo małe, liściokształtne zęby policzkowe odpowiednie do ścinania roślinności. Sądzi się, że jadł dzięki prostym ruchom szczęk w górę i w dół, gdy zęby zachodziły na siebie, wkłuwając się i miażdżąc jedzenie. Scelidozaur, podobnie jak pozostałe prymitywne ptasiomiedniczne, miał jeszcze pięć par okien w czaszce, w przeciwieństwie do późniejszych ankylozaurów, a jego zęby zachowały liściowaty kształt w większym stopniu, niż u przyszłych dinozaurów pancernych.

### Pancerz
Najbardziej rzucająca się w oczy cecha scelidozaura to jego opancerzenie składające się z kostnych tarczek osadzonych w skórze. Te osteodermy tworzyły równoległe poziome rzędy wzdłuż ciała zwierzęcia, biegnące od głowy po ogon. Były także pionowe rzędy na kończynach. Osteodermy u scelidozaura różniły się kształtem i rozmiarami. Większość stanowiły niewielkie, płaskie płytki, chociaż pojawiały się też grubsze. Płytki na kończynach i ogonie były mniejsze niż na tułowiu. Boczne osteodermy przybierały raczej kształt stożka w odróżnieniu od łopatkowatych tworów skutellozaura i użyto ich do wyróżnienia rodzaju. Za głową widniała dodatkowa para wyróżniających się tarczek o trzech wierzchołkach. Jednakże w porównaniu z późniejszymi ankylozaurami opancerzenie scelidozaura sprawiało wrażenie skromnego.
Odnaleziono także skamieniałe odciski skóry, toteż wiadomo, że pomiędzy osteodermami występowały zaokrąglone łuski podobne do tych jakie ma współczesna heloderma arizońska. Pomiędzy łuskami widniały niewielkie, mierzące od 5 do 10 mm płaskie „granulki” kostne rozmieszczone wewnątrz skóry. W toku późniejszej ewolucji tyreoforów przekształcą się one w większe osteodermy, łączące się w pancerz obserwowany u rodzajów takich, jak ankylozaur

### Pożywienie
Jak i pozostałe tyreofory, Scelidosaurus żywił się roślinami. Podczas, gdy większość innych ptasiomiednicznych miała zęby zdolne do ścierania pokarmu roślinnego, scelidozaur dysponował mniejszymi, mniej złożonymi zębami i szczękami pozwalającymi jedynie na proste ruchy góra-dół. Przypominał w tym względzie stegozaury, także mające prymitywne zęby i nieskomplikowane szczęki. Niezdolny do żucia, mógł tak jak one połykać gastrolity, by wspomóc trawienie żywności. Podobnie postępują krokodyle i niektóre współczesne ptaki. Jego dieta opierała się na liściach i nasionach.

## Klasyfikacja
Scelidosaurus był dinozaurem ptasiomiednicznym klasyfikowanym raz jako ankylozaur, kiedy indziej znów jako stegozaur. Debata nad tym nie zakończyła się jeszcze, ale obecnie uważa się go za bliżej spokrewnionego z dinozaurami pancernymi niż ze stegozaurami, a więc za przedstawiciela właściwych ankylozaurów, lub też bazalnego w stosunku do rozejścia się linii filogenetycznej na Ankylosauria i Stegosauria. Dzisiaj już nie umieszcza się go pośród stegozaurów, co można znaleźć w starszych książkach. Pomimo tego wykazuje on podobieństwa do członków tej grupy: najwyższy punkt jego ciężkiego ciała przypadał na biodra, a grzbiet pokrywały płyty.
Scelidosaurus użyczył swej nazwy rodzinie scelidozaurów (Scelidosauridae), grupie prymitywnych ptasiomiednicznych bliskich przodkom ankylozaurów i stegozaurów. Zaliczają się do niej także bienozaur i prawdopodobnie skutellozaur. Wydzielenie rodziny przez Cope w 1869, zostało potwierdzone przez chińskiego paleontologa Donga Zhiminga w 2001, po badaniach bienozaura wykazujących liczne podobieństwa pomiędzy nim i scelidozaurem. Scelidosauridae znajdywano w formacjach dolnojurajskich, być może przetrwały one aż do późnej jury. Ich skamieniałości pochodzą z Chin, Anglii i Arizony. Niektórzy paleontolodzy twierdzą, że grupa ta jest parafiletyczna, lecz Michael J. Benton (2004) uznaje jej monofiletyzm.
Skamieniałe szczątki tyreoforów bardziej bazalnych od scelidozaura należą do rzadkości. Takim taksonem jest prymitywniejszy od niego skutellozaur, także pochodzący z dzisiejszej Arizony. Skutellozaur mógł częściowo poruszać się na dwóch nogach. Ślady mogące należeć do jakiegoś wczesnego dinozaura tyreofora sprzed około 195 milionów lat odnaleziono we Francji. Przodkowie tych prymitywnych tyreoforów wyewoluowali z wczesnych ptasiomiednicznych żyjących w późnym triasie, a przypominających wczesnojurajskiego lesotozaura w.

### Gatunki
Jedynym gatunkiem obecnie zaliczanym do rodzaju Scelidosaurus jest opisany przez Owena S. harrisonii, reprezentowany przez kilka prawie kompletnych szkieletów. W 1996 Spencer G. Lucas badając fragmentaryczne szczątki osobnika z synemurskiej formacji Dolny Lufeng opisane przez D.J. Simmonsa w 1965 jako nowy gatunek Tatisaurus oehleri uznał, że należą one do scelidozaura i dokonał przeniesienia tego taksonu do Scelidosaurus oehleri. Jednak przeniesienie to nie zostało przyjęte przez innych badaczy.

## Historia badań

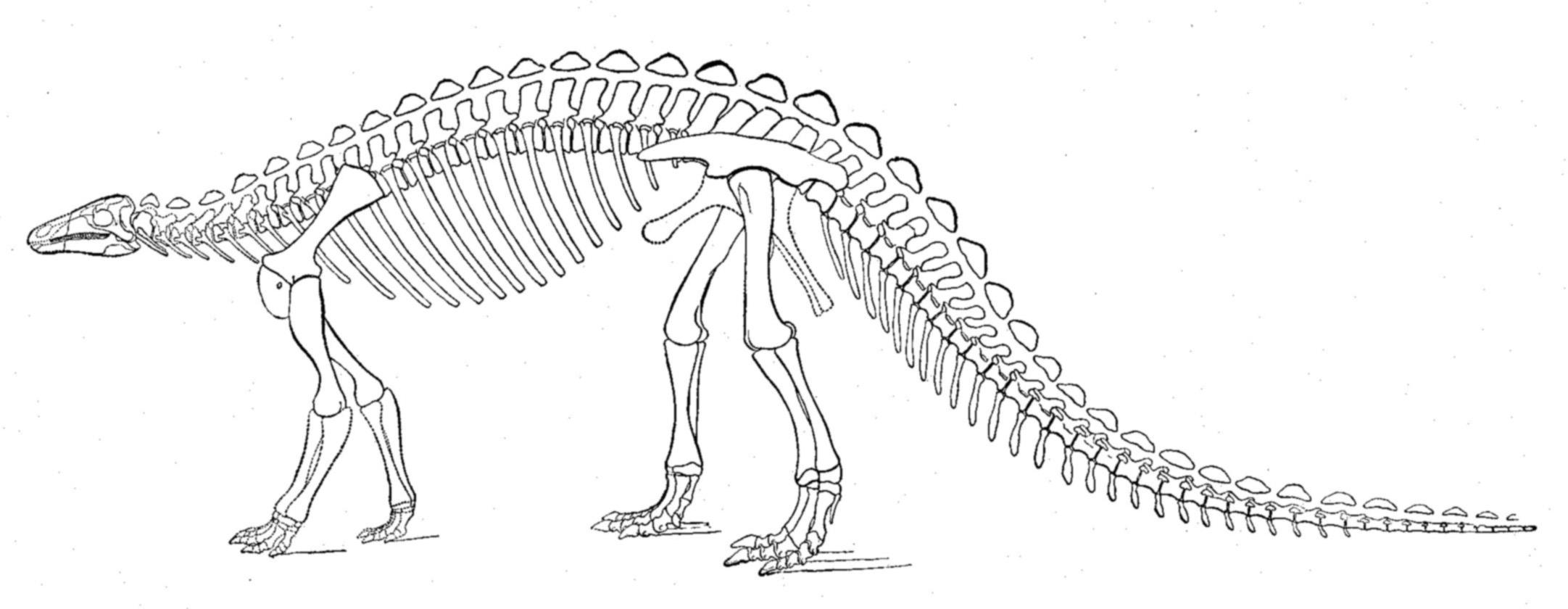
Scelidosaurus harrisonii, szkielet odtworzony przez Marsha

W 1858 James Harrison z Charmouth w Anglii badał klify Black Ven (pomiędzy Charmouth i Lyme Regis), prawdopodobnie pod kątem przydatności tutejszych skał dla fabryki cementu. W trakcie badań znalazł kilka fragmentarycznych skamieniałości kości kończyn. Wysłał je profesorowi Richardowi Owenowi z Muzeum Historii Naturalnej w Londynie. Razem z późniejszymi znaleziskami z tego samego miejsca dały one prawie kompletny szkielet. Rok po odkryciu Harrisona Owen nadał im nazwę Scelidosaurus, jednak pełny opis nie pojawił się przed 1863. Nie zauważono wówczas, że zebrane kości należą do dwóch różnych taksonów i że w materiale kostnym zaliczonym do scelidozaura znajdują się także szczątki teropoda. Błąd ten stwierdził dopiero B.H. Newman w 1968. W dodatku okazało się wówczas, że stawu kolanowego wybrany w 1888 przez Lydekkera na lektotyp scelidozaura w istocie rzeczy należy do innego dinozaura, zdaniem Newmana do megalozaura. Z tego powodu Newman ubiegał się w Międzynarodowej Komisji Nomenklatury Zoologicznej o zmianę lektotypu. W 1995 Wells i współpracownicy nieformalnie uznali te kości za kość udową i fragment piszczeli „merozaura”.
Pozycja systematyczna scelidozaura również nie jest jasna. Von Zittel (1902), Swinton (1934) i Appleby et al. (1967) widzieli w nim stegozaura. W pracy z 1968 Romer dowodził, że chodzi o dinozaura pancernego. W 1977 Richard Thulborn z University of Queensland zaproponował uznanie dinozaura za ornitopoda podobnego do tenontozaura lub iguanodona, ze względu na jego lekką budowę i dwunożność, które to cechy zdaniem badacza świadczyły o dobrym przystosowaniu do biegania. Teorię tę odrzucono.
W 1989 tarczki zidentyfikowane jako należące do scelidozaura, znalezione w formacji Kayenta (Glen Canyon Group) w północnej Arizonie, pomogły ustalić wiek warstwy na około 200 milionów lat. Sugerują one także istnienie powiązań geograficznych pomiędzy Ameryką Północną a Europą, gdzie wcześniej znaleziono szczątki tego samego rodzaju.
W 2000 Martill i współpracownicy ogłosili odkrycie resztek tkanki miękkiej w znalezisku scelidozaura składającym się z ośmiu kręgów ogonowych w płycie mułowca węglanowego datowanej na późny hettang lub synemur. Niektóre elementy tych skamieniałości zachowały się w ten sposób, że stworzyły jakby kopertę z tkanką miękką zachowaną wokół kręgów. Zaobserwowano także obecność warstwy naskórka na osteodermach. Naukowcy sformułowali dzięki temu wniosek, że twory te u bazalnych dinozaurów pancernych pokrywała mocna, prawdopodobnie skeratynizowana warstwa skóry

## W kulturze

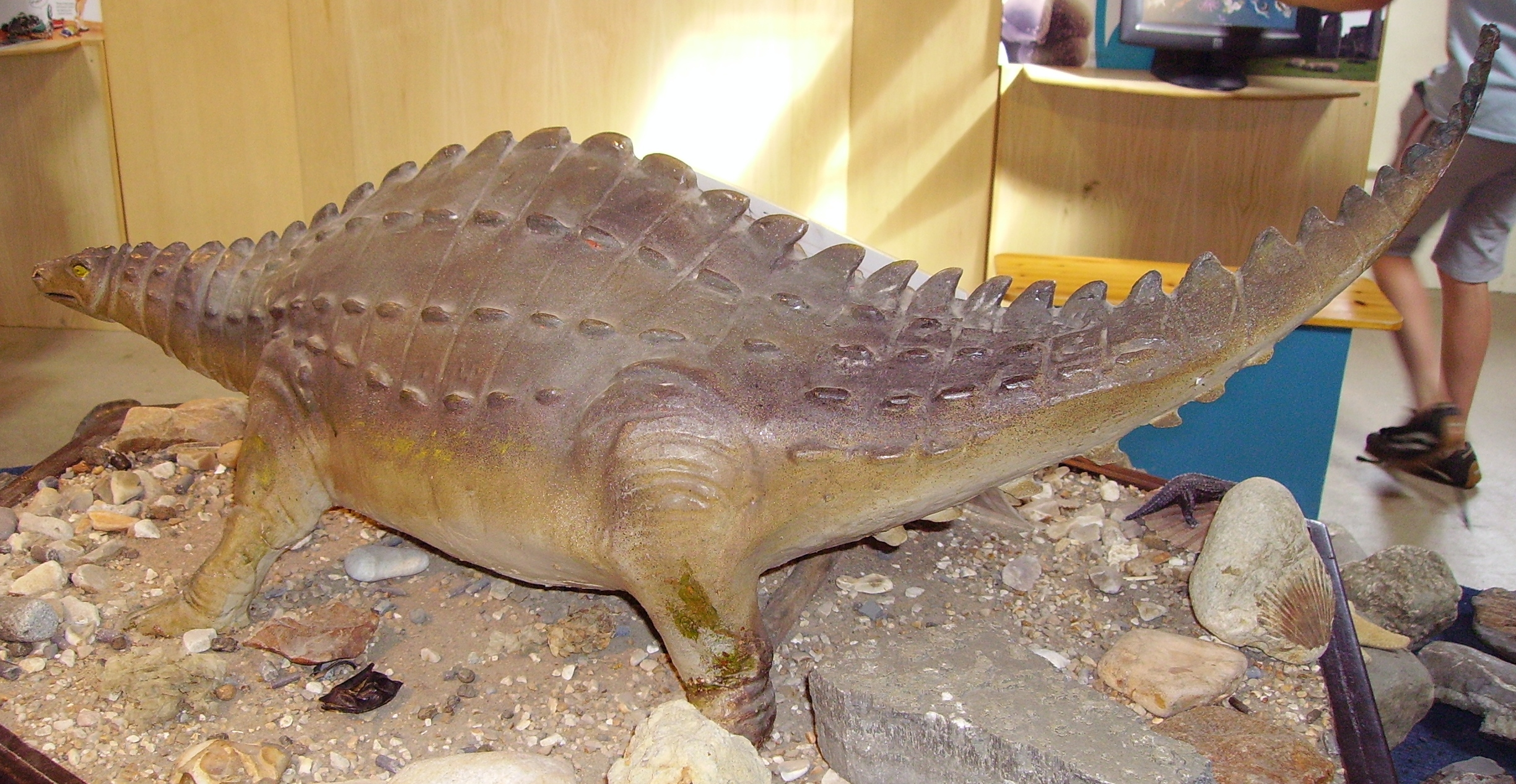
S. harrisonii, model w Charmouth Heritage Coast Centre

Chociaż rodzaj ten nie jest tak popularny w kulturze, jak spokrewnione z nim ankylozaur czy stegozaur, to pojawiał się, choć nieczęsto, w mediach. Wymienić tu można grę wideo Nintendo Jurassic Park III: Park Builder, gdzie gracz kontroluje menażerię dinozaurów, w tym scelidozaura. Dziecięcy serial telewizyjny Harry and His Bucket Full of Dinosaurs przedstawia scelidozaura o imieniu Sid jako jednego z przyjaciół tytułowego bohatera. Tyreofor ten obecny jest na ekspozycji Charmouth Heritage Coast Centre w Charmouth w Anglii. Centrum to prezentuje zarówno model, jak i odcisk osobnika, którego skamieniałości odnaleziono w okolicy.